# Appleton-le-Moors
Appleton-le-Moors – wieś w Anglii, w hrabstwie North Yorkshire, w dystrykcie (unitary authority) North Yorkshire. Leży na terenie parku narodowego North York Moors, 39 km na północ od miasta York i 313 km na północ od Londynu. Miejscowość liczy 183 mieszkańców.